# Koigi
Koigi (en estonien : Koigi vald) est une municipalité rurale d'Estonie située dans le Comté de Järva. Elle s'étend sur 204,45 km2 et a 970 habitants(01/01/2012).

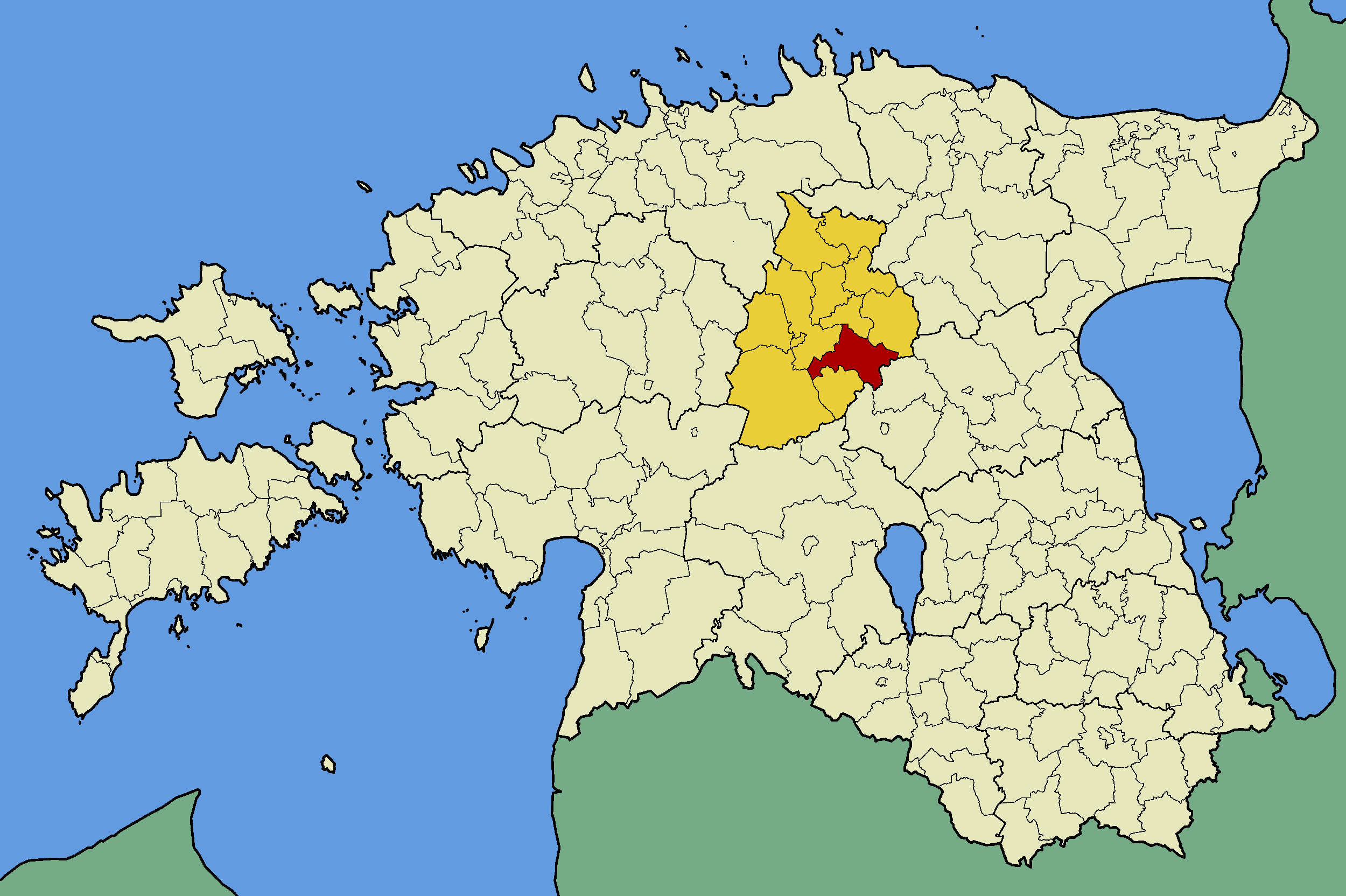
Commune de Koigi (rouge), dans le Comté de Järva (jaune).

## Municipalité
La municipalité comprend 15 villages :
Huuksi - Kahala - Keri - Koigi - Lähevere - Prandi - Päinurme - Pätsavere - Rutikvere - Silmsi - Sõrandu - Tamsi - Vaali - Väike-Kareda - Ülejõe